# آوگوست رولینگ
آوگوست رولینگ (آلمانی: August Rohling; ۱۵ فوریهٔ ۱۸۳۹ – ۲۳ ژانویهٔ ۱۹۳۱) یک متخصص الهیات، کشیش کاتولیک و یهودستیز اهل آلمان بود. او در مانستر و پاریس تحصیل کرد و در دانشگاه مانستر، میلواکی و دانشگاه چارلز در پراگ استاد شد و در سال ۱۹۰۱ بازنشسته شد.
او شروع به نوشتن مقالاتی علیه پروتستانیسم و یهودیت کرد. کتاب ضد یهودی او به نام تلمود یهودیان (مانستر، سال ۱۹۷۱ میلادی) یک اثر کلاسیک یهودستیزانه شد. این کتاب از نوشتارهای یوهان آندریاس آیزنمنگر بسیار استفاده کرد.
اولین بار این کتاب در زمانی که حملات به کلیسای کاتولیک و شخص پاپ زیاد بود چاپ شد. فرانز دلیش از یهودیت در برابر اتهامات رولینگ دفاع کرد. در همین زمان جوزف ساموئل بلاخ رولینگ را متهم به جعل و ترجمه نادرست کرد. رولینگ از بلاخ شکایت کرد ولی در لحظه آخر شکایت خود را پس گرفت. او بعدها از به وجود آمدن صهیونیسم به عنوان راه حلی برای مشکل یهودی حمایت کرد.